# Данилевский, Юрий Глебович
Юрий Глебович Данилевский — советский хозяйственный деятель и учёный, доктор технических наук, профессор.

## Биография
Родился в 1937 году в Тирасполе. Член КПСС.
Окончил Ленинградский электротехнический институт связи имени Бонч-Бруевича.
В 1959—1974 гг. — инженер-конструктор, ведущий конструктор, руководитель исследовательско-конструкторской группы, руководитель научного подразделения, в 1974—1986 гг. — генеральный директор Ленинградского НПО «Красная заря».
Лауреат Ленинской и Государственной премии СССР закрытым Постановлениями Совета Министров СССР и ЦК КПСС.
В 1986—1992 гг. — первый заместитель генерального директора Ленинградского НПО «Красная заря» — директор НИИ «Рубин».
Заслуженный машиностроитель Российской Федерации (1992).
В 1993—1998 гг. — директор НИИ «Рубин».
После 1998 года — предприниматель в сфере точного машиностроения в Санкт-Петербурге.
Живёт в Санкт-Петербурге.

## Награды
- Орден Трудового Красного Знамени
- Орден Знак Почёта